# گوردون کووانز
گوردون کووانز (به انگلیسی: Gordon Cowans) بازیکن فوتبال زادهٔ ۷۲ اکتبر ۱۹۵۸ اهل کشور انگلستان بود که سابقهٔ بازی در تیم ملی فوتبال انگلستان را در کارنامهٔ خود دارد. وی در تاریخ ۲۳ فوریه ۱۹۸۳ نخستین بازی ملی خود را در مقابل تیم ملی فوتبال ولز انجام داد و با حضور در ۱۰ بازی ملی، در تاریخ ۱۴ نوامبر ۱۹۹۰ واپسین بازی ملی‌اش را در برابر تیم ملی فوتبال جمهوری ایرلند برگزار کرد.
این بازیکن توانسته در بازی‌های ملی، ۲ گل به ثمر برساند.